# با دکتر جهاد در بشاگرد
با دکتر جهاد در بشاگرد یک فیلم مستند ساخته مرتضی آوینی است که در اسفندماه سال ۱۳۵۹ شمسی و در منطقه بشاگرد استان هرمزگان فیلم‌برداری شده‌است.